# Ames (Oklahoma)
Ames é uma cidade  localizada no estado norte-americano de Oklahoma, no Condado de Major.

## Demografia
Segundo o censo norte-americano de 2000, a sua população era de 199 habitantes. 
Em 2006, foi estimada uma população de 195, um decréscimo de 4 (-2.0%).

## Geografia
De acordo com o United States Census Bureau tem uma área de 
0,8 km², dos quais 0,8 km² cobertos por terra e 0,0 km² cobertos por água. Ames localiza-se a aproximadamente 347 m acima do nível do mar.

## Localidades na vizinhança
O diagrama seguinte representa as localidades num raio de 20 km ao redor de Ames. 